# Rudolf Kersten
Rudolf Kersten (* 4. September 1926) ist ein ehemaliger Fußballspieler, der für die BSG Waggonbau/Motor Dessau in der höchsten Fußballklasse des DDR-Fußballs aktiv war. Mit der BSG Waggonbau gewann er 1949 den ostdeutschen Fußballpokal. 

## Sportliche Laufbahn
Kersten gehörte in der Fußballsaison 1948/49 zum Aufgebot der SG Dessau-Nord, die sich an der Fußballmeisterschaft in Sachsen-Anhalt beteiligte und am Meisterschaftsende in der Staffel Süd Platz zwei erreichte. Im Landespokal kamen die Dessauer ins Endspiel, unterlagen dort aber ECW Eilenburg mit 1:3. Als Pokalfinalist qualifizierten sich Dessau, inzwischen als BSG Waggonbau antretend, für den ersten Wettbewerb um den ostdeutschen FDGB-Pokal. Die Waggonbauer erreichten das Endspiel, in dem sie Gera-Süd mit 1:0 besiegten. Der 23-jährige Rudolf Kersten wurde im Endspiel als Mittelstürmer aufgeboten. 
Als Pokalsieger war die BSG Waggonbau für die erste Saison der neu eingeführten Zonenliga (später DS-Oberliga, DDR-Oberliga) qualifiziert. Kersten war vom ersten Punktspiel an dabei und bestritt alle 26 Ligaspiele. Da er erst vom 8. Spieltag an als Torschütze in Fahrt kam, stand er mit seinen acht Saisontoren im Schatten seiner Sturmkollegen Kusmierek (15) und Welzel (13). Bis zum Abstieg der Dessauer (ab 1950 BSG Motor) nach der Saison 1953/54 war Kersten regelmäßig Stammspieler, von den von 1949 bis 1954 ausgetragenen 156 Punktspielen versäumte er lediglich sieben Begegnungen. Mit seinen 48 Meisterschaftstoren war er lange Zeit ein zuverlässiger Angreifer, lediglich in der letzten Oberligasaison kam er nur auf drei Treffer. 
Kersten blieb Motor Dessau auch nach dem Abstieg treu. Erst als 32-Jähriger zog er sich vom Leistungsfußball zurück. 1957 musste er mit Dessau erneut absteigen und bestritt 1958 seine letzte Fußballsaison in der drittklassigen II. DDR-Liga. In den drei Spielzeiten der I. DDR-Liga wurde Kersten 55-mal aufgeboten und erzielte 16 Tore.